# Jean-François Joly (homme politique)
Pour les articles homonymes, voir Jean-François Joly et Joly.
Jean-François Joly est un homme politique français né le 25 novembre 1790 à Limoux (Aude) et mort le 4 septembre 1870.

## Biographie
Avocat à Limoux, il est un militant libéral sous la Restauration et fait un an de prison pour une affaire politique. Il est procureur général à Montpellier en août 1830, puis démissionne pour s'opposer au régime. Il est député de l'Ariège de 1831 à 1834, puis député de la Haute-Garonne de 1839 à 1846 siégeant à l'extrême gauche. 
En 1848, il est Commissaire du gouvernement de la Haute-Garonne, 25 février ; Commissaire du gouvernement du Gers le 29 février, et Commissaire général de la Haute-Garonne, du Gers, de Lot-et-Garonne, du Tarn et de Tarn-et-Garonne, le 8 mars. Il est élu représentant de la Haute-Garonne le 23 avril 1848, et est encore député de Saône-et-Loire de 1849 à 1851, siégeant au groupe de la Montagne.
Il s'exile au moment du coup d’État du 2 décembre 1851 et est autorisé à rentrer le 7 août 1852.